# Cool World
Pour plus de détails, voir Fiche technique et Distribution.
Cool World, ou Le Monde Cool au Québec, est un film américain réalisé par Ralph Bakshi, sorti en 1992.
Le film suit l'existence de Jack Deebs (Gabriel Byrne), célèbre dessinateur de la BD Cool World, qui prend un tour inattendu : à la moindre occasion, la réalité se désagrège pour le transporter dans un univers issu de son imagination. Là, il est séduit par la créature de rêve Holli Would (Kim Basinger), tandis que le détective Franck Harris (Brad Pitt), lui aussi prisonnier de cet univers délirant, joue les empêcheurs de dessiner en rond.

## Synopsis
De retour aux États-Unis à la suite de la fin de la Seconde Guerre mondiale, Frank Harris emmène sa mère faire un tour sur la moto qu'il a ramené d'Italie. Quelques minutes plus tard, ils sont percutés par un couple ivre qui sortait d'un casino. La mère de Frank meurt sur le coup et lui est grièvement blessé. Au même moment, un scientifique, Vinnie, vivant dans un monde de dessins animés tente d'ouvrir un portail vers le monde réel et aspire Frank, lui permettant d'échapper à la mort. Bloqué dans cet univers du nom de Cool World, Frank devient agent de police.
En 1992, Jack Deebs, un dessinateur de comics underground sort de prison après avoir purgé sa peine pour meurtre. Pour passer le temps, Jack a créé une série de comics baptisé Cool World. Jack trouve son inspiration dans ce qu'il pense être ses rêves sans savoir que ce monde existe réellement. L'un des personnages récurrents est Holli Would, une superbe femme qui transporte Jack dans son monde pour le séduire. Son objectif est de coucher avec lui car si un Dessin fricote avec un "noid" (un humain), le dessin devient réel. Holli n'en est pas à son premier coup d'essai mais Franck et son coéquipier Nails veillent pour que cela n'arrive jamais car les conséquences pourraient être désastreuses pour les deux univers.
De retour chez lui, à Las Vegas, Jack est transporté à Cool World où l'attend Holli. Franck le met en garde sur ce qui pourrait advenir et que son stylo est une arme mortelle pour les Dessins. Cependant, Franck aime lui aussi un Dessin, Lonette, mais se contente d'un amour platonique. Malgré les mises en garde de Frank, Jack succombe au charme d'Hollie qui devient un noid. Elle emprisonne Nails dans le stylo pour que ce dernier ne prévienne pas Frank puis retourne avec Jack dans le monde réel.
Holli est enchantée par les nouvelles sensations que son corps noid lui procure mais en raison de sa présence, elle et Jack se transforment sporadiquement en Dessins. Holli lui explique qu'un artefact baptisé "La Pointe du Pouvoir", caché au sommet de l'hôtel Plaza par un dessin qui vint dans le monde réel des années avant elle, pourrait la rendre noid de manière permanente. En outre, la Pointe est l'objet qui permet à Jack de passer à travers les mondes. Jack émet des doutes mais Holli, convaincue, le projette hors de la voiture pour partir à la recherche de l'objet seule.
Frank, ayant appris ce qui était arrivé à Nails, retourne dans le monde réel et décide de faire équipe avec Jack et sa voisine pour retrouver Holli. Le groupe arrive devant le Plaza où il retrouve Vinnie (le mystérieux dessin dont parlait Holli) et Frank se lance à la poursuite de la jeune femme. Bloquée sur une terrasse, Holli fait mine de se rapprocher de Franck pour qu'il la sauve mais le projette dans le vide. Sans le vouloir, Frank fait tomber le stylo qu'Holli avait volé, libérant Nails. Holli retire la Pointe, libérant des dessins monstrueux qui commencent à envahir le monde transformant en dessin les humains qu'ils touchent. La Pointe transforme Jack en super-héros qui remet l'objet à sa place, arrêtant le processus.
Nails et Vinnie ramènent à Cool World le corps de Frank que Lonette embrasse. Holli l'ayant tué sous sa forme de dessin dans le monde humain, Frank se transforme en dessin et peut enfin vivre avec Lonette. De leur côté, Jack transformé en dessin imagine sa vie future avec Holli, désespérée d'être un dessin définitivement.

## Fiche technique
- Titre : Cool World
- Titre québécois : Le Monde de cool
- Réalisation : Ralph Bakshi
- Scénario : Michael Grais (en) et Mark Victor (en)
- Musique : Mark Isham
- Photographie : John A. Alonzo
- Montage : Steve Mirkovich (de) et Annamaria Szanto
- Décors : Michael Corenblith (en)
- Costumes : Malissa Daniel et Donna O'Neal
- Production : Frank Mancuso Jr. et Vikki Williams
- Société de production : Paramount Pictures
- Pays de production :  États-Unis
- Format : couleurs - 1,85:1 - 35 mm - Dolby Surround
- Genre :animation, comédie noire et fantastique
- Durée : 102 minutes
- Dates de sortie :
  - États-Unis : 10 juillet 1992
  - France : 5 janvier 1994

## Distribution

### Acteurs
- Kim Basinger (VF : Béatrice Agenin) : Holli Would
- Gabriel Byrne (VF : Guy Chapellier) : Jack Deebs
- Brad Pitt (VF : Thierry Wermuth) : le détective Frank Harris
- Michele Abrams (VF : Claire Guyot) : Jennifer Malley
- Deirdre O'Connell (VF : Ève Lorach) : Isabelle Malley
- Janni Brenn : Agatha Rose Harris
- Frank Sinatra Jr. (VF : Philippe Peythieu) : lui-même

### Voix des personnages
- Charles Adler (VF : Gérard Rinaldi) : Nails (Stress en VF)
- Joey Camen (en) : l'interrogateur #1, Slash (VF : Emmanuel Jacomy), la porte de Holli
- Jenine Jennings (VF : Barbara Tissier) : Craps Bunny
- Michael Lally (VF : Michel Vigné) : Sparks (La Bringue en VF)
- Maurice LaMarche : le docteur Vincent Whiskers (VF : René Morard), Mash, Super Jack Deebs, l'interrogateur #2
- Candi Milo : Lonette (VF : Virginie Ledieu) / Bob (VF : Gilbert Lévy)
- Patrick Pinney : Chico
- Gregory Snegoff (en) : Bash
- ? (VF : Georges Berthomieu) : la grenouille qui parle à Stress
- ? (VF : Luq Hamet) : le téléphone rouge

Sources et légende : Version française (VF) sur Voxofilm

## Autour du film
- Le tournage s'est déroulé à Las Vegas.
- Pour interpréter les personnages de Jack Deebs et Holli Would, Ralph Bakshi avait tout d'abord pensé à Brad Pitt et Drew Barrymore. La production pensa également à Traci Lords pour le rôle d'Holli Would.
- La première version du scénario, écrite par Ralph Bakshi, fut vendue comme étant un film d'horreur mélangeant prises de vues réelles et animées, avec un dessinateur ayant des rapports avec un cartoon et engendrant un enfant capable de voyager entre les deux mondes. Les producteurs demandèrent une réécriture complète du scénario sans en parler au cinéaste.
- Dans le scénario original de Ralph Bakshi, le personnage d'Holli Would s'appelait Debbie Dallas, en référence au film pornographique Debbie Does Dallas (1978).

## Bande originale
- Play With Me, interprété par Thompson Twins
- My Ideal, interprété par Leo Robin, Richard A. Whiting et Newell Chase
- Under, interprété par Brian Eno
- N.W.O., interprété par Ministry
- Ah-Ah, interprété par Moby
- The Devil Does Drugs, interprété par My Life with the Thrill Kill Kult
- The Witch, interprété par The Cult
- Holli's Groove, interprété par My Life with the Thrill Kill Kult
- Sex On Wheelz, interprété par My Life with the Thrill Kill Kult
- Do That Thang, interprété par Da Juice
- Papua New Guinea, interprété par The Future Sound of London
- Next Is the E, interprété par Moby
- Her Sassy Kiss, interprété par My Life with the Thrill Kill Kult
- Industry And Seduction, interprété par Tom Bailey (en)
- Mindless, interprété par Mindless
- Sedusa, interprété par My Life with the Thrill Kill Kult
- Let's Make Love, interprété par Kim Basinger et Frank Sinatra Jr.
- Disappointed, interprété par Electronic
- Real Cool World, interprété par David Bowie
- That Old Black Magic, interprété par Frank Sinatra Jr.

## Adaptation
Un jeu vidéo Cool World est sorti sur de nombreuses plates-formes.

## Distinctions
- MTV Movie Awards 1993 nomination au prix de la femme la plus désirable pour Kim Basinger